# Handball-FDGB-Pokal 1985/86
Der Handball-FDGB-Pokal der Herren wurde mit der Saison 1985/86 zum 16. Mal ausgetragen. Der SC Empor Rostock verteidigte beim Endrunden-Turnier in eigener Halle seinen Titel aus dem Vorjahr erfolgreich. Durch das Double von Meisterschaft und Pokalsieg der Rostocker, sicherte sich der SC Leipzig mit dem zweiten Platz, die Teilnahme am Europapokal der Pokalsieger.

## Teilnehmende Mannschaften
Für den FDGB-Pokal hatten sich folgende 64 Mannschaften qualifiziert:
| DDR-Oberliga die 10 Vereine der Saison 1985/86 | DDR-Liga die 24 Vereine der Saison 1985/86 | Bezirksvertreter die 25 Vereine aus der Saison 1984/85 (Meister, Pokalsieger bzw. Pokalfinalisten) die 5 DDR-Liga Absteiger der Saison 1984/85 |
| - SC Magdeburg - SC Dynamo Berlin - ASK Vorwärts Frankfurt/O. - SC Empor Rostock (TV) - SC Leipzig - BSG Motor Eisenach - BSG Post Schwerin - SG Dynamo Halle-Neustadt - BSG Lokomotive RAW Cottbus - BSG Wismut Aue (TV) – Titelverteidiger | Staffel Nord - SG Lok/Motor Süd-Ost Magdeburg - BSG Chemie Premnitz - SC Dynamo Berlin II - ASK Vorwärts Frankfurt/O. II - SG Stahl Brandenburg/Kirchmöser - BSG Post Schwerin II - SC Empor Rostock II - BSG Stahl Eisenhüttenstadt - BSG EAW Treptow - SG Dynamo/Motor Staßfurt - BSG SVKE Britz - SG Dynamo „Dr. Kurt Fischer“ Berlin Staffel Süd - ASG Offiziershochschule Löbau - BSG Chemie Piesteritz - SC Leipzig II - SG Dynamo Mitte/EGS Suhl - BSG Grubenlampe Zwickau - SG Dynamo Halle-Neustadt II - BSG Einheit Halle-Neustadt - HSG Wissenschaft Freiberg - BSG ZAB Dessau - BSG LVB Leipzig - BSG Wismut Aue II - BSG Motor Bernburg | - Bezirk Rostock TSG Bau Rostock BSG Motor Stralsund BSG Schiffahrt/Hafen Rostock - Bezirk Schwerin BSG Lokomotive Bützow ASG Vorwärts Hagenow - Bezirk Neubrandenburg SG Dynamo Templin BSG Einheit/Sirokko Neubrandenburg - Bezirk Potsdam HSG PH Potsdam BSG Motor Hennigsdorf BSG Lokomotive Wünsdorf - Ost-Berlin BSG Rotation Prenzlauer Berg - Bezirk Frankfurt (Oder) BSG Schichtpresstoffwerk Bernau - Bezirk Magdeburg SC Magdeburg II BSG Traktor Langenweddingen BSG Post Magdeburg - Bezirk Halle BSG Stahl Frankleben - Bezirk Leipzig BSG Motor Nord Leipzig - Bezirk Cottbus TSG Lübbenau BSG Lokomotive Hoyerswerda - Bezirk Dresden SG Dynamo „Artur Becker“ Dresden ASG Offiziershochschule Löbau II - Bezirk Karl-Marx-Stadt BSG Motor Meerane - Bezirk Erfurt BSG Obertrikotagen Apolda BSG Umformtechnik Erfurt BSG Motor Eisenach II - Bezirk Gera BSG Wismut Ronneburg BSG Motor Hermsdorf BSG Motor Königsee - Bezirk Suhl BSG Traktor Breitungen BSG Plasta Sonneberg |

## Modus
An der ersten Hauptrunde nahmen die Mannschaften aus der Handball-DDR-Liga und die qualifizierten Bezirksvertreter teil. Ab der zweiten Hauptrunde kamen dann die fünf Betriebssportgemeinschaften bzw. Sportgemeinschaften aus der Handball-DDR-Oberliga dazu. Die Auslosung erfolgte in beiden Runden nach möglichst territorialen Gesichtspunkten, bevor ab der 3. Hauptrunde frei gelost wurde. Nach den vier Hauptrunden, die im K.-o.-System ausgespielt wurden, spielten die besten vier Mannschaften in einem Qualifikationsturnier ebenfalls im K.-o.-System den Teilnehmer für das Endrunden-Turnier aus. In allen Runden hatten die Bezirksvertreter Heimvorteil gegenüber höherklassigen Mannschaften. Im Endrunden-Turnier, welches im Modus „Jeder gegen Jeden“ ausgetragen wurde, traf der Sieger des Qualifikationsturniers auf die gesetzten fünf Sportclub Mannschaften aus der DDR-Oberliga.

## 1. Hauptrunde
| Datum            |                                    | Ergebnis |                                     |
| ---------------- | ---------------------------------- | -------- | ----------------------------------- |
| Mi 17.09., 19:00 | BSG EAW Treptow                    | 21:37    | ASK Vorwärts Frankfurt/O. II        |
| Fr 19.09., 18:00 | BSG Obertrikotagen Apolda          | 22:27    | BSG Grubenlampe Zwickau             |
| Sa 21.09., 13:00 | BSG Einheit/Sirokko Neubrandenburg | 19:27    | BSG Chemie Premnitz                 |
| Sa 21.09., 14:00 | SC Magdeburg II                    | 20:21    | SC Empor Rostock II                 |
| Sa 21.09., 16:00 | ASG Vorwärts Hagenow               | 16:25    | BSG Rotation Prenzlauer Berg        |
| Sa 21.09., 16:00 | BSG Motor Hennigsdorf              | 24:18    | BSG Schiffahrt/Hafen Rostock        |
| Sa 21.09., 16:00 | SG Dynamo Templin                  | 15:44    | SC Dynamo Berlin II                 |
| Sa 21.09., 16:00 | TSG Bau Rostock                    | 16:18    | BSG Lokomotive Bützow               |
| Sa 21.09., 16:00 | BSG Motor Stralsund                | 24:23    | SG Lok/Motor Süd-Ost Magdeburg      |
| Sa 21.09., 16:00 | BSG Post Schwerin II               | 22:26    | SG Stahl Brandenburg/Kirchmöser     |
| Sa 21.09., 16:00 | BSG Lokomotive Wünsdorf            | 16:29    | BSG ZAB Dessau                      |
| Sa 21.09., 16:00 | BSG Schichtpresstoffwerk Bernau    | 20:28    | SG Dynamo „Dr. Kurt Fischer“ Berlin |
| Sa 21.09., 16:00 | SG Dynamo „Artur Becker“ Dresden   | 14:13    | BSG Lokomotive Hoyerswerda          |
| Sa 21.09., 16:00 | BSG Traktor Langenweddingen        | 25:30    | SG Dynamo/Motor Staßfurt            |
| Sa 21.09., 16:00 | BSG Post Magdeburg                 | 18:26    | BSG Chemie Piesteritz               |
| Sa 21.09., 16:00 | ASG Offiziershochschule Löbau II   | 18:24    | ASG Offiziershochschule Löbau       |
| Sa 21.09., 16:00 | TSG Lübbenau                       | 31:30    | BSG SVKE Britz                      |
| Sa 21.09., 16:00 | HSG PH Potsdam                     | 25:30    | BSG Stahl Eisenhüttenstadt          |
| Sa 21.09., 16:00 | BSG Motor Königsee                 | 17:23    | HSG Wissenschaft Freiberg           |
| Sa 21.09., 16:00 | BSG Wismut Ronneburg               | 28:27    | SC Leipzig II                       |
| Sa 21.09., 16:00 | BSG Umformtechnik Erfurt           | 30:28    | BSG Traktor Breitungen              |
| Sa 21.09., 16:00 | SG Dynamo Mitte/EGS Suhl           | 27:23    | SG Dynamo Halle-Neustadt II         |
| Sa 21.09., 16:00 | BSG Motor Eisenach II              | 29:26    | BSG Motor Bernburg                  |
| Sa 21.09., 16:00 | BSG LVB Leipzig                    | 27:23    | BSG Einheit Halle-Neustadt          |
| Sa 21.09., 16:00 | BSG Motor Nord Leipzig             | 22:20    | BSG Plasta Sonneberg                |
| Sa 21.09., 16:00 | BSG Motor Meerane                  | 27:26    | BSG Stahl Frankleben                |
| Sa 21.09., 16:00 | BSG Motor Hermsdorf                | 21:29    | BSG Wismut Aue II                   |

## 2. Hauptrunde
| Datum            |                                  | Ergebnis |                                     |
| ---------------- | -------------------------------- | -------- | ----------------------------------- |
| Sa 26.10., 14:30 | BSG Motor Meerane                | 22:24    | BSG Wismut Aue II                   |
| Sa 26.10., 16:00 | BSG Wismut Ronneburg             | 27:28    | BSG Wismut Aue                      |
| Sa 26.10., 16:00 | BSG Grubenlampe Zwickau          | 15:18    | SG Dynamo Mitte/EGS Suhl            |
| Sa 26.10., 16:00 | BSG Motor Stralsund              | 24:30    | BSG Post Schwerin                   |
| Sa 26.10., 16:00 | BSG Motor Hennigsdorf            | 21:24    | SG Dynamo Halle-Neustadt            |
| Sa 26.10., 16:00 | SG Dynamo „Artur Becker“ Dresden | 17:26    | BSG Lokomotive RAW Cottbus          |
| Sa 26.10., 16:00 | BSG Rotation Prenzlauer Berg     | 19:18    | TSG Lübbenau                        |
| Sa 26.10., 16:00 | BSG Lokomotive Bützow            | 13:22    | SC Dynamo Berlin II                 |
| Sa 26.10., 16:00 | BSG Stahl Eisenhüttenstadt       | 11:19    | SC Empor Rostock II                 |
| Sa 26.10., 16:00 | BSG LVB Leipzig                  | 19:22    | SG Dynamo „Dr. Kurt Fischer“ Berlin |
| Sa 26.10., 16:00 | SG Dynamo/Motor Staßfurt         | 26:27    | SG Stahl Brandenburg/Kirchmöser     |
| Sa 26.10., 16:00 | BSG ZAB Dessau                   | 27:21    | ASK Vorwärts Frankfurt/O. II        |
| Sa 26.10., 16:00 | BSG Motor Nord Leipzig           | 23:29    | BSG Chemie Premnitz                 |
| Sa 26.10., 16:00 | BSG Umformtechnik Erfurt         | 22:33    | BSG Chemie Piesteritz               |
| Sa 26.10., 16:00 | BSG Motor Eisenach II            | 22:28    | ASG Offiziershochschule Löbau       |
| Sa 26.10., 16:00 | HSG Wissenschaft Freiberg        | 14:17    | BSG Motor Eisenach                  |

## 3. Hauptrunde
| Datum            |                                     | Ergebnis |                                 |
| ---------------- | ----------------------------------- | -------- | ------------------------------- |
| Sa 23.11., 14:30 | BSG Rotation Prenzlauer Berg        | 20:29    | BSG ZAB Dessau                  |
| Sa 23.11., 16:00 | ASG Offiziershochschule Löbau       | 19:17    | SG Dynamo Halle-Neustadt        |
| Sa 23.11., 16:00 | BSG Wismut Aue II                   | 31:33    | SG Stahl Brandenburg/Kirchmöser |
| Sa 23.11., 16:00 | BSG Chemie Piesteritz               | 22:27    | SC Dynamo Berlin II             |
| Sa 23.11., 16:00 | BSG Chemie Premnitz                 | 20:23    | BSG Motor Eisenach              |
| Sa 23.11., 16:00 | SC Empor Rostock II                 | 25:26    | BSG Post Schwerin               |
| Sa 23.11., 16:30 | SG Dynamo „Dr. Kurt Fischer“ Berlin | 25:32    | BSG Lokomotive RAW Cottbus      |
| 0                | SG Dynamo Mitte/EGS Suhl            | 22:18    | BSG Wismut Aue                  |

## 4. Hauptrunde
| Datum            |                                 | Ergebnis |                            |
| ---------------- | ------------------------------- | -------- | -------------------------- |
| Sa 18.01., 16:00 | BSG ZAB Dessau                  | 22:23    | SC Dynamo Berlin II        |
| Sa 18.01., 16:00 | BSG Motor Eisenach              | 26:25    | BSG Lokomotive RAW Cottbus |
| Sa 18.01., 16:00 | ASG Offiziershochschule Löbau   | 22:16    | SG Dynamo Mitte/EGS Suhl   |
| 0                | SG Stahl Brandenburg/Kirchmöser | 22:32    | BSG Post Schwerin          |

## Qualifikationsturnier inEisenach

### Halbfinale
| Datum           |                    | Ergebnis    |                               |
| --------------- | ------------------ | ----------- | ----------------------------- |
| Sa 8.03., 13:30 | BSG Motor Eisenach | 24:17       | SC Dynamo Berlin II           |
| Sa 8.03., 15:30 | BSG Post Schwerin  | 34:30 n. V. | ASG Offiziershochschule Löbau |

### Spiel um Platz 3
| Datum           |                     | Ergebnis |                               |
| --------------- | ------------------- | -------- | ----------------------------- |
| So 9.03., 09:30 | SC Dynamo Berlin II | 23:22    | ASG Offiziershochschule Löbau |

### Endspiel
| Datum           |                    | Ergebnis |                   |
| --------------- | ------------------ | -------- | ----------------- |
| So 9.03., 11:30 | BSG Motor Eisenach | 21:18    | BSG Post Schwerin |

 Qualifikant für das Endrunden-Turnier

## Endrunde
Die Endrunde fand vom 11. bis 15. Juni 1986 in der Rostocker Sport- und Kongresshalle statt.

### Spiele
1. Spieltag:
| Datum            |                           | Ergebnis |                    |
| ---------------- | ------------------------- | -------- | ------------------ |
| Mi 11.06., __:__ | SC Leipzig                | 30:25    | SC Dynamo Berlin   |
| Mi 11.06., __:__ | SC Empor Rostock          | 28:23    | BSG Motor Eisenach |
| Mi 11.06., __:__ | ASK Vorwärts Frankfurt/O. | 25:19    | SC Magdeburg       |

2. Spieltag:
| Datum            |                    | Ergebnis |                           |
| ---------------- | ------------------ | -------- | ------------------------- |
| Do 12.06., __:__ | BSG Motor Eisenach | 20:23    | ASK Vorwärts Frankfurt/O. |
| Do 12.06., __:__ | SC Empor Rostock   | 28:25    | SC Leipzig                |
| Do 12.06., __:__ | SC Dynamo Berlin   | 32:27    | SC Magdeburg              |

3. Spieltag:
| Datum            |                    | Ergebnis |                           |
| ---------------- | ------------------ | -------- | ------------------------- |
| Fr 13.06., __:__ | SC Leipzig         | 27:21    | SC Magdeburg              |
| Fr 13.06., __:__ | SC Empor Rostock   | 26:22    | ASK Vorwärts Frankfurt/O. |
| Fr 13.06., __:__ | BSG Motor Eisenach | 20:24    | SC Dynamo Berlin          |

4. Spieltag:
| Datum            |                           | Ergebnis |                    |
| ---------------- | ------------------------- | -------- | ------------------ |
| Sa 14.06., __:__ | ASK Vorwärts Frankfurt/O. | 23:23    | SC Leipzig         |
| Sa 14.06., __:__ | SC Magdeburg              | 33:27    | BSG Motor Eisenach |
| Sa 14.06., __:__ | SC Empor Rostock          | 27:30    | SC Dynamo Berlin   |

5. Spieltag:
| Datum            |                           | Ergebnis |                    |
| ---------------- | ------------------------- | -------- | ------------------ |
| So 15.06., __:__ | SC Leipzig                | 26:19    | BSG Motor Eisenach |
| So 15.06., __:__ | ASK Vorwärts Frankfurt/O. | 28:23    | SC Dynamo Berlin   |
| So 15.06., __:__ | SC Empor Rostock          | 30:24    | SC Magdeburg       |

### Abschlusstabelle
| Pl. | Mannschaft                | Sp. | S | U | N | Tore    | Diff. | Punkte |
| --- | ------------------------- | --- | - | - | - | ------- | ----- | ------ |
| 1.  | SC Empor Rostock          | 5   | 4 | 0 | 1 | 139:124 | +15   | 08:20  |
| 2.  | SC Leipzig                | 5   | 3 | 1 | 1 | 131:116 | +15   | 07:30  |
| 3.  | ASK Vorwärts Frankfurt/O. | 5   | 3 | 1 | 1 | 121:111 | +10   | 07:30  |
| 4.  | SC Dynamo Berlin          | 5   | 0 | 3 | 2 | 134:132 | +2    | 03:70  |
| 5.  | SC Magdeburg              | 5   | 1 | 0 | 4 | 124:141 | −17   | 02:80  |
| 6.  | BSG Motor Eisenach        | 5   | 0 | 0 | 5 | 109:134 | −25   | 0:10   |

Platzierungskriterien: 1. Punkte – 2. Direkter Vergleich (Punkte, Tordifferenz, geschossene Tore) – 3. Tordifferenz – 4. geschossene Tore

### FDGB-Pokalsieger
| 1.                        | SC Empor Rostock |
| ------------------------- | --- |
| Logo vom SC Empor Rostock | - Tor: Jürgen Rohde, Andreas Rohde, Michael Blank - Feldspieler: Stephan Garbe, Rüdiger Borchardt (37/6), Fred Radig (2/–), Tilo Strauch (12/–), Frank-Michael Wahl (30/7) , Udo Dreyer (12/–), Holger Langhoff (13/–), Christian Langner (5/2), Mario Wille (8/–), Henry Blatter (2/1), Matthias Hahn (16/–), Dirk Weisheitel (2/–) – (Tore/7 m) - Trainer: Reiner Ganschow |

### Torschützenliste
Torschützenkönig des Endturniers wurde Rüdiger Borchardt vom SC Empor Rostock mit 37 Toren.
|     | Spieler            | Mannschaft                | Tore / 7m |
| --- | ------------------ | ------------------------- | --------- |
| 01. | Rüdiger Borchardt  | SC Empor Rostock          | 37 / 06   |
| 02. | Frank Gießler      | BSG Motor Eisenach        | 31 / 08   |
| 03. | Frank-Michael Wahl | SC Empor Rostock          | 30 / 07   |
| 03. | Olaf Pleitz        | ASK Vorwärts Frankfurt/O. | 30 / 16   |
| 05. | Mike Fuhrig        | SC Leipzig                | 28 / 12   |
| 06. | Heiko Triepel      | SC Magdeburg              | 27 / 10   |
| 07. | Stephan Hauck      | SC Dynamo Berlin          | 24 / 07   |
| 07. | Peter Pysall       | SC Magdeburg              | 24 / 10   |
| 09. | Jürgen Beck        | BSG Motor Eisenach        | 23 / 0–   |
| 10. | Jens Fiedler       | SC Magdeburg              | 22 / 02   |
| 10. | Bernhard Krenz     | SC Leipzig                | 22 / 12   |
| 11. | Andreas Friedrich  | SC Leipzig                | 21 / 0–   |
| 12. | Andreas Wigrim     | SC Dynamo Berlin          | 20 / 02   |